# Gabon Express
 (mars 2020).
Gabon Express était une compagnie aérienne basée à Libreville, au Gabon. Elle exploitait des services réguliers aux passagers et des charters de passagers et de marchandises. Elle a cessé ses activités en juin 2004.

## Flotte
- Sud-Aviation SE 210 Caravelle